# 井上博
井上 博（いのうえ ひろし、1947年7月27日 - 1970年3月31日）は、日本のシンガーソングライター、ベーシストであり、はしだのりひことシューベルツの元メンバーとしても知られる。
京都府京都市北区紫竹西高縄町出身。同志社大学工学部に在学していた。身長176cm。特技はスポーツ（ヨット、水泳、スキー、柔道、サッカー）。

## 来歴

### アマチュア時代
同志社大学在学中、1967年2月に、石塚成孝、後にはしだのりひことシューベルツのメンバーとなる越智友嗣と共にフォークグループ「ザ・ヴァニティー」結成。1968年9月に、コロムビアから「愛に吹く風」でデビュー。
1968年8月、京都での第3回関西フォークキャンプに参加する。同年4月、東芝レコードから「あなただけに」（杉田二郎作詞・作曲）でソロデビューしていた杉田二郎（当時、第1次ジローズとして活動）と一緒に同曲を歌った。

### はしだのりひことシューベルツ
ザ・フォーク・クルセダーズの解散に先駆けて、端田宣彦（はしだのりひこ）がザ・ヴァニティーの越智友嗣と井上、ジローズの杉田二郎を呼び寄せて結成された。1969年1月、シングル『風／何もいわずに』を発表し、大ヒットする。また、自身が作曲した『風の天使』や『夢の女』『6月6日の夢』などでは、メインボーカルをつとめた。
女性ファンが多く、シューベルツのメンバーの中では最も人気が高かったが、1969年12月頃から体調を崩して入退院を繰り返すようになり、1970年3月31日午前1時55分、慢性腎炎と肺水腫の併発症のため、済生会京都府病院で急逝した。満23歳没（満21歳説もあり）。墓所は東京都郊外にある。井上の死後、シューベルツは同年6月に福岡県北九州市で行われた公演を最後に解散した。